# Saint-Maulvis

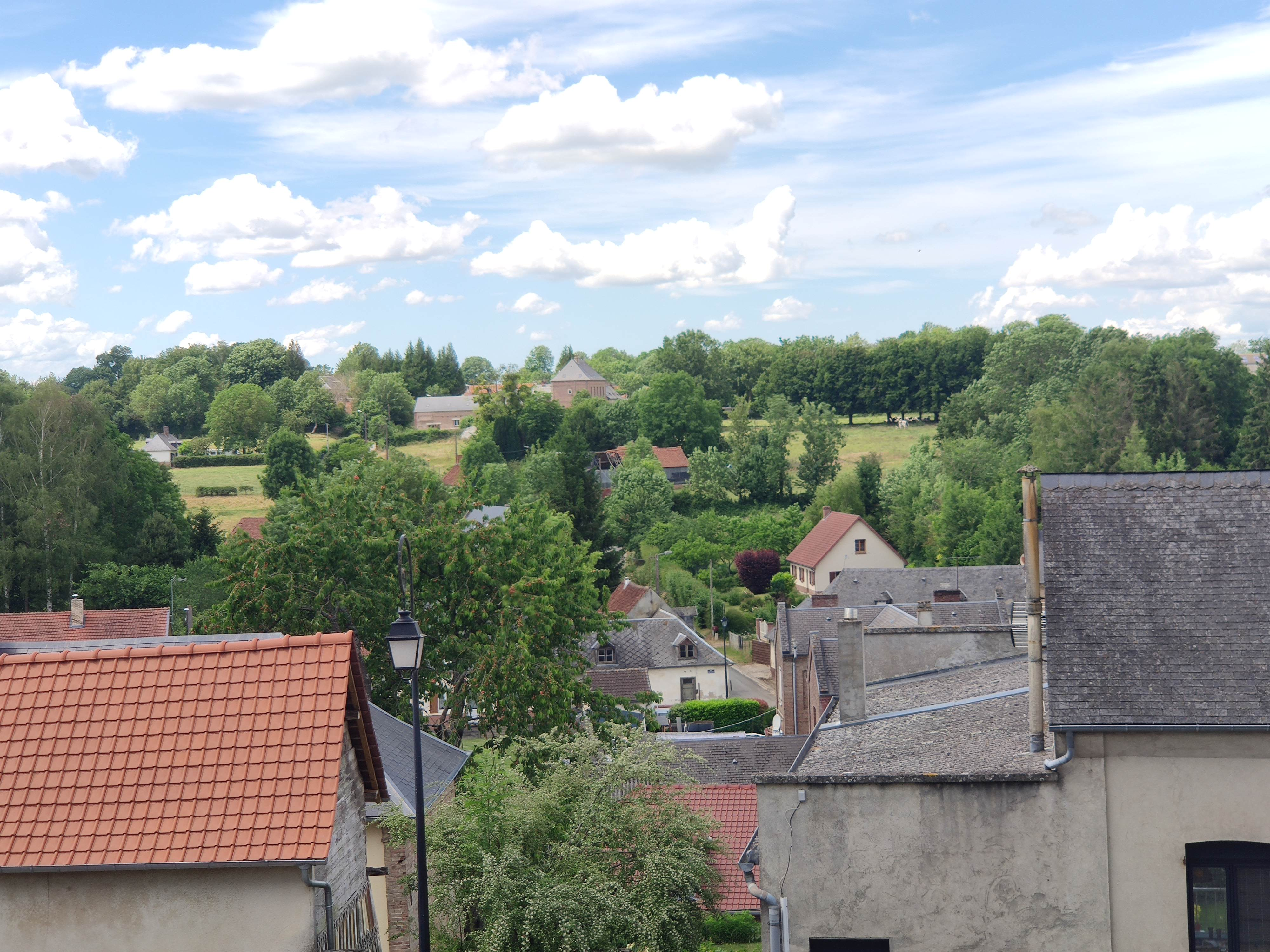
Paysage de la commune, vu depuis la butte de l'église.

Saint-Maulvis est une commune française située dans le département de la Somme, en région Hauts-de-France.

## Géographie

### Localisation
Saint-Maulvis est un village picard du Vimeu.
À vol d'oiseau, la localité est située à 8 km au sud-est de Oisemont, 8 km au nord-est de Beaucamps-le-Vieux, 10 km au sud-ouest d'Airaines, 22 km au sud d'Abbeville et à 33 km à l'ouest d'Amiens.
Le territoire de la commune est limitrophe de ceux de sept communes.  
Les communes limitrophes sont Frettecuisse, Andainville, Arguel, Avesnes-Chaussoy, Épaumesnil, Fresneville et Fresnoy-Andainville.

### Géologie et relief
Deux vallons parallèles et orientés nord-ouest, sud-est donnent du relief au village. L'un de ces vallons se nomme le fond Féret (ou Duval). Le point culminant se trouve au moulin Féret, à 147 m d'altitude, déjà inhabité en 1899.
Une couche de craie marneuse, traversée par des bancs de silex, s'étend sous la terre végétale, argileuse et assez épaisse.
Au sud-ouest du village, l'argile est d'un aspect ferrugineux. Un chemin en a reçu le nom de « chemin Rouge ».
Une nappe d'eau alimentant les puits se trouvait généralement vers 35 mètres de profondeur en 1899.
Saint-Maulvis était à cette époque considéré comme complètement déshéritée par la nature qui ne lui avait même pas donné un mince filet d'eau.

### Hydrographie
La commune est située dans le bassin Artois-Picardie. Elle n'est drainée par aucun cours d'eau.

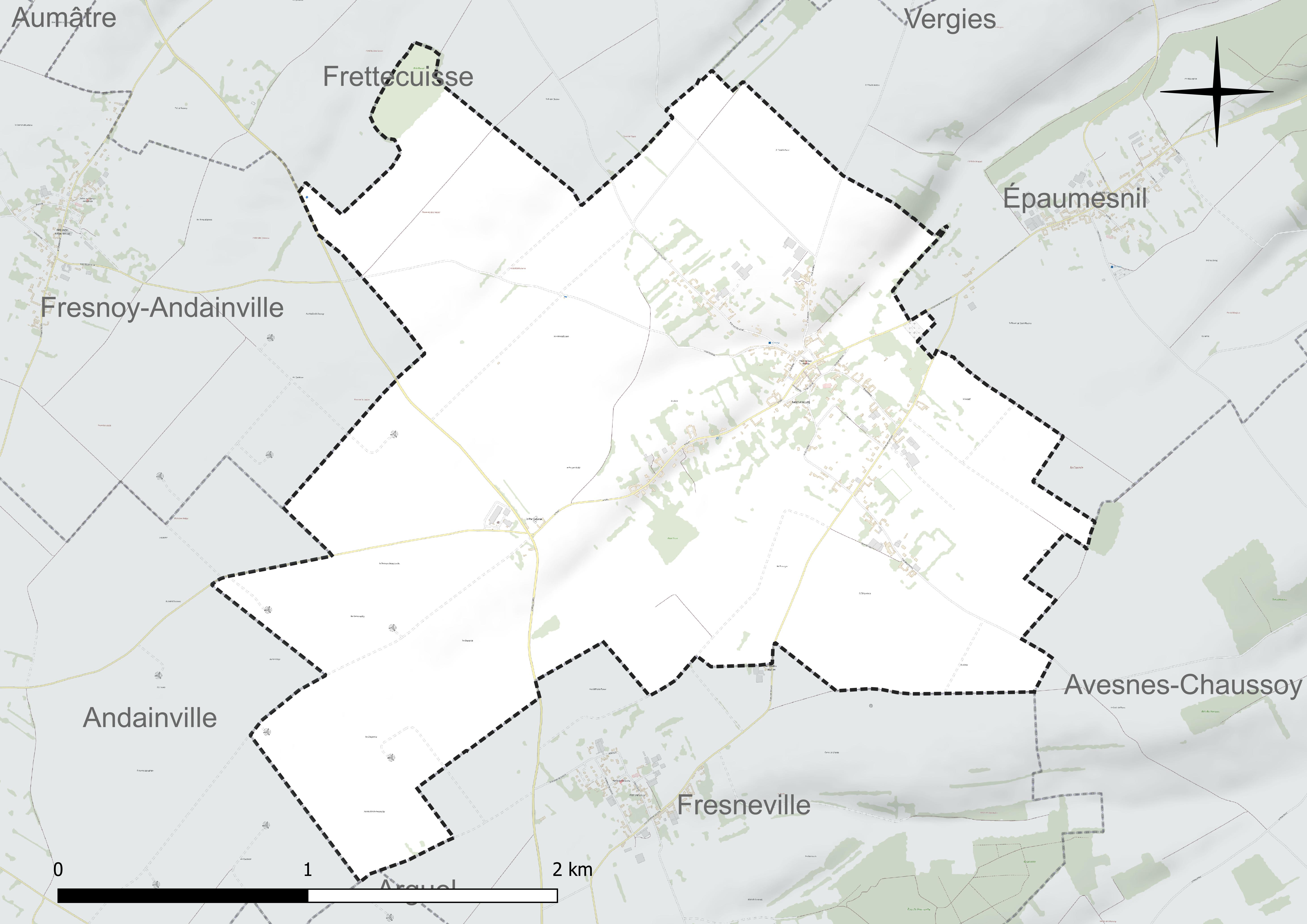
Réseau hydrographique de Saint-Maulvis.

### Climat
Pour des articles plus généraux, voir Climat des Hauts-de-France et Climat de la Somme.
En 2010, le climat de la commune est de type climat océanique altéré, selon une étude du CNRS s'appuyant sur une série de données couvrant la période 1971-2000. En 2020, Météo-France publie une typologie des climats de la France métropolitaine dans laquelle la commune est exposée à un climat océanique et est dans la région climatique Côtes de la Manche orientale, caractérisée par un faible ensoleillement (1 550 h/an) ; forte humidité de l'air (plus de 20 h/jour avec humidité relative > 80 % en hiver), vents forts fréquents.
Pour la période 1971-2000, la température annuelle moyenne est de 10,1 °C, avec une amplitude thermique annuelle de 13,7 °C. Le cumul annuel moyen de précipitations est de 815 mm, avec 13,1 jours de précipitations en janvier et 8,5 jours en juillet. Pour la période 1991-2020, la température moyenne annuelle observée sur la station météorologique la plus proche, située sur la commune d'Oisemont à 7 km à vol d'oiseau, est de 11,1 °C et le cumul annuel moyen de précipitations est de 801,4 mm,. Pour l'avenir, les paramètres climatiques de la commune estimés pour 2050 selon différents scénarios d'émission de gaz à effet de serre sont consultables sur un site dédié publié par Météo-France en novembre 2022.

## Urbanisme

### Typologie
Au 1er janvier 2024, Saint-Maulvis est catégorisée commune rurale à habitat dispersé, selon la nouvelle grille communale de densité à sept niveaux définie par l'Insee en 2022.
Elle est située hors unité urbaine et hors attraction des villes,.

### Occupation des sols
L'occupation des sols de la commune, telle qu'elle ressort de la base de données européenne d'occupation biophysique des sols Corine Land Cover (CLC), est marquée par l'importance des territoires agricoles (90,8 % en 2018), une proportion identique à celle de 1990 (90,8 %). La répartition détaillée en 2018 est la suivante : 
terres arables (74 %), prairies (16,8 %), zones urbanisées (9,2 %). L'évolution de l'occupation des sols de la commune et de ses infrastructures peut être observée sur les différentes représentations cartographiques du territoire : la carte de Cassini (XVIIIe siècle), la carte d'état-major (1820-1866) et les cartes ou photos aériennes de l'IGN pour la période actuelle (1950 à aujourd'hui).

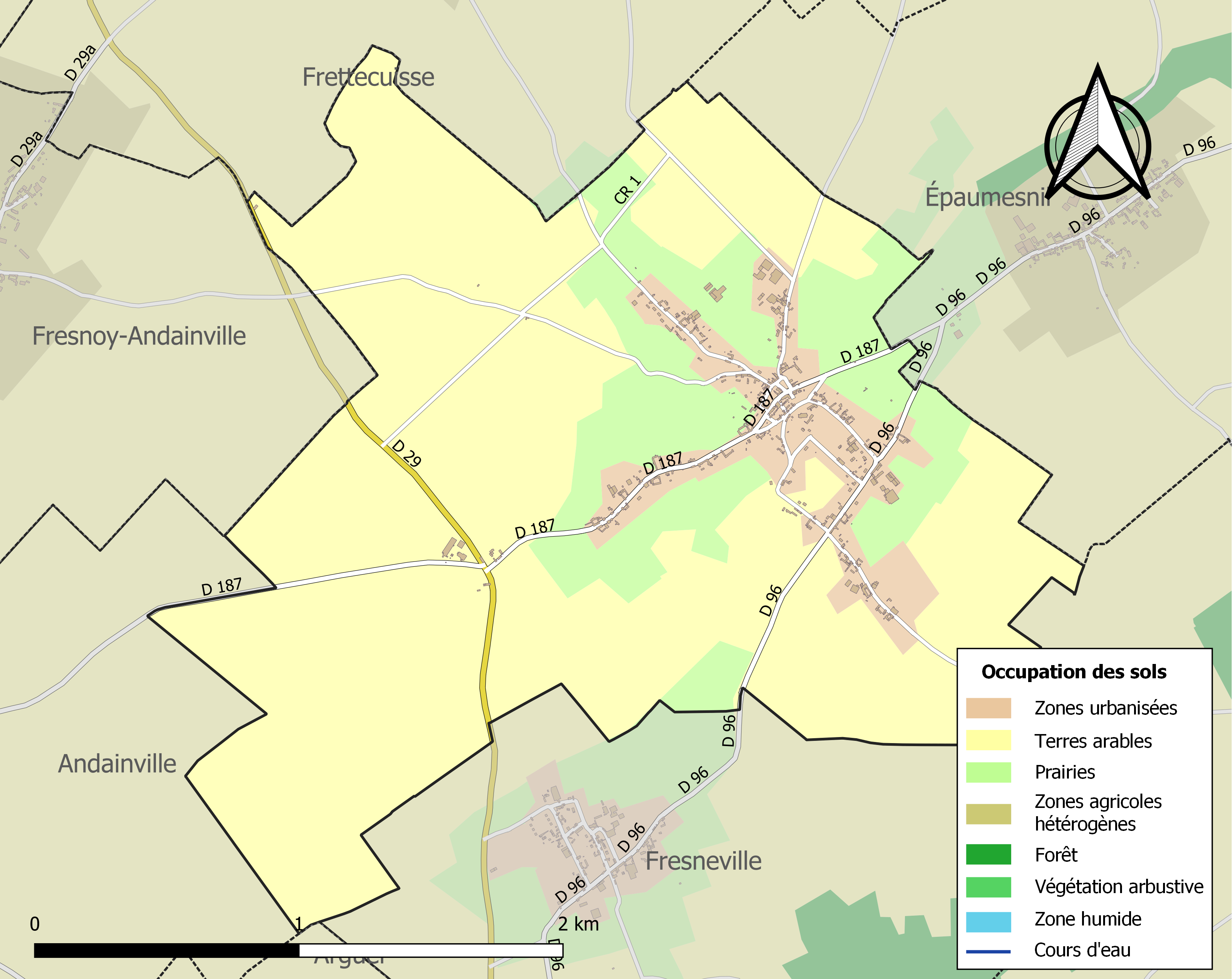
Carte des infrastructures et de l'occupation des sols de la commune en 2018 (CLC).

### Lieux-dits, hameaux et écarts
Un écart où se trouve une petite industrie, la Pannerie ou Panneterie (tuilerie et briqueterie : les pannes sont les tuiles picardes), ne compte plus que trois habitants en 1899.

## Toponymie
Le nom de la localité est attesté sous les formes S. Mauvil (1271) ; S. Mauvil en Vimeu (1354) ; Sanctus Mauvilius (1301) ; S. Mauvils (1342) ; Sanctus Mauvitius (1301) ; S. Mauvil (1337) ; Saint Maulviz (1507) ; S. Maulvy (1521) ; Saint Mauvis (1646) ; Saint Maunil (1648) ; S. Maulvis (1657) ; S. Mauvais (1764) ; S. Mauluys (1695).
L'hagiotoponyme Saint-Mauvil, Saint-Mauvils, Saint-Mauvilz serait la corruption de Saint-Mesnelé, du nom du patron de la paroisse.

## Histoire
Un casque ancien, trouvé lors de travaux de terrassement prouverait une occupation à l'époque gauloise. Ce casque est déposé au musée de Picardie à Amiens.
Le pays a été évangélisé par un abbé d'Auvergne, saint Mesnelé.
Durant la guerre franco-allemande de 1870, deux jeunes du village sont morts au combat.
Circonscriptions d'Ancien Régime
La paroisse relevait du doyenné d'Airaines, puis d'Hornoy, archidiocèse de Ponthieu, diocèse d'Amiens.
Dans l'ordre civil et militaire, le village était sous l'autorité du prévôt de Vimeu, bailliage d'Amiens, élection d'Amiens, intendance de Picardie, du grenier à sel d'Amiens, puis d'Aumale, en 1726.

### Les Hospitaliers

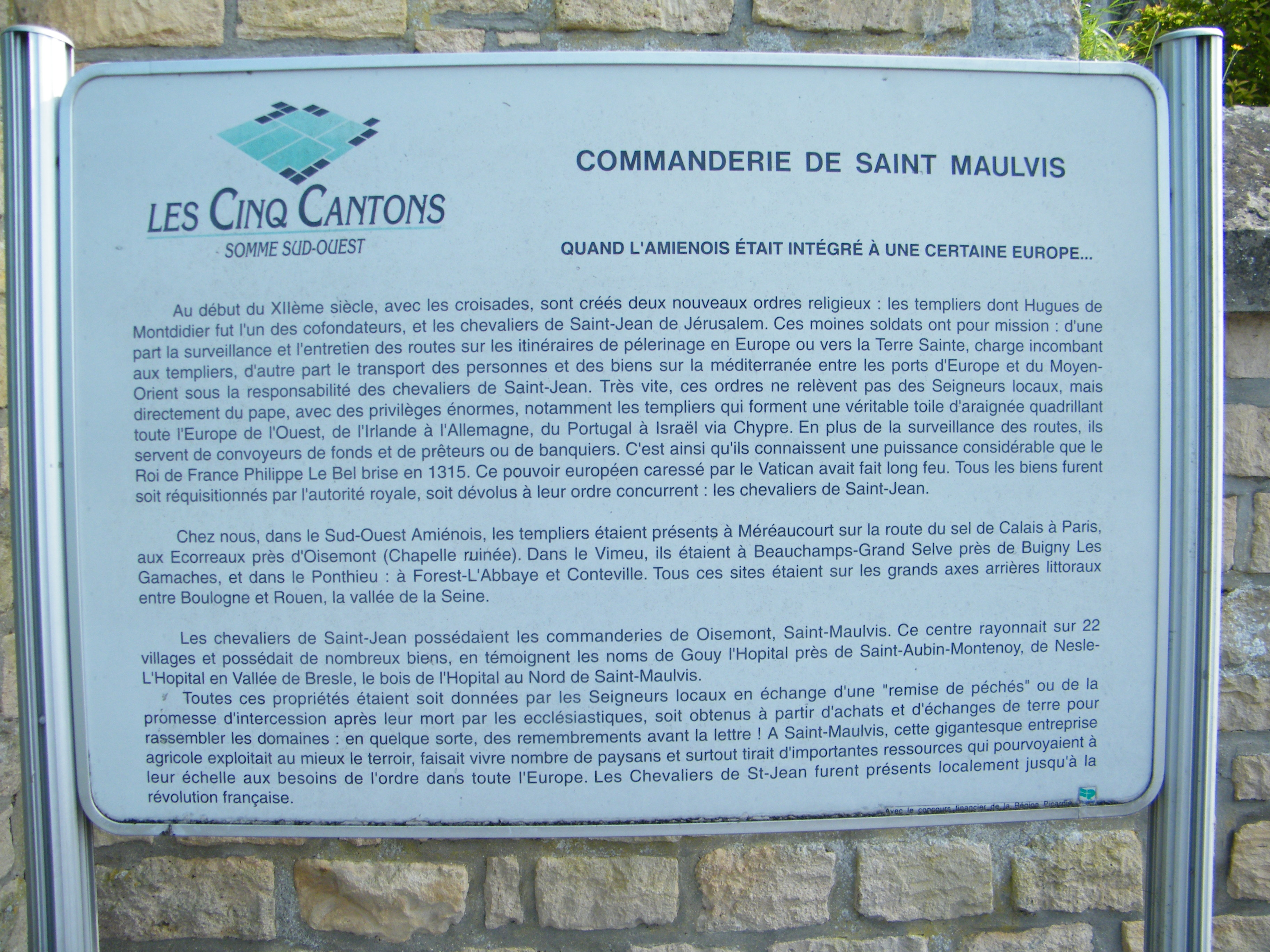
Panneau d'informations sur l'ordre religieux de Saint-Jean de Jérusalem.

Une importante commanderie appartenant aux Hospitaliers de l'ordre de Saint-Jean de Jérusalem y existait dès avant 1179. Son commandeur était le seigneur de Saint-Maulvis qui exerçait « toutes justices » sur 22 villages.
Lors de la guerre de Cent Ans, le village fut totalement incendié (seule la forteresse abritant des gens d'armes en 1350 ne fut pas détruite) et resta inhabité durant seize ans. Dès lors, les revenus de la commanderie s'en trouvèrent tellement réduits que le grand prieur de France, Guillaume de Mailloc, convoqua un chapitre général à Paris en 1357.
En 1447, au moment de la trêve entre Français et Anglais, le commandeur, frère Jean du Fay, fit constater dans un censier que toutes les maisons avaient été brûlées. Les coutumes locales sont rédigées le 15 septembre 1507. Florimond de Biencourt fait construire un château en 1540. On le voit encore en 1710.
À la Révolution française, les domaines de la commanderie et de la seigneurie sont morcelés et vendus.

## Politique et administration

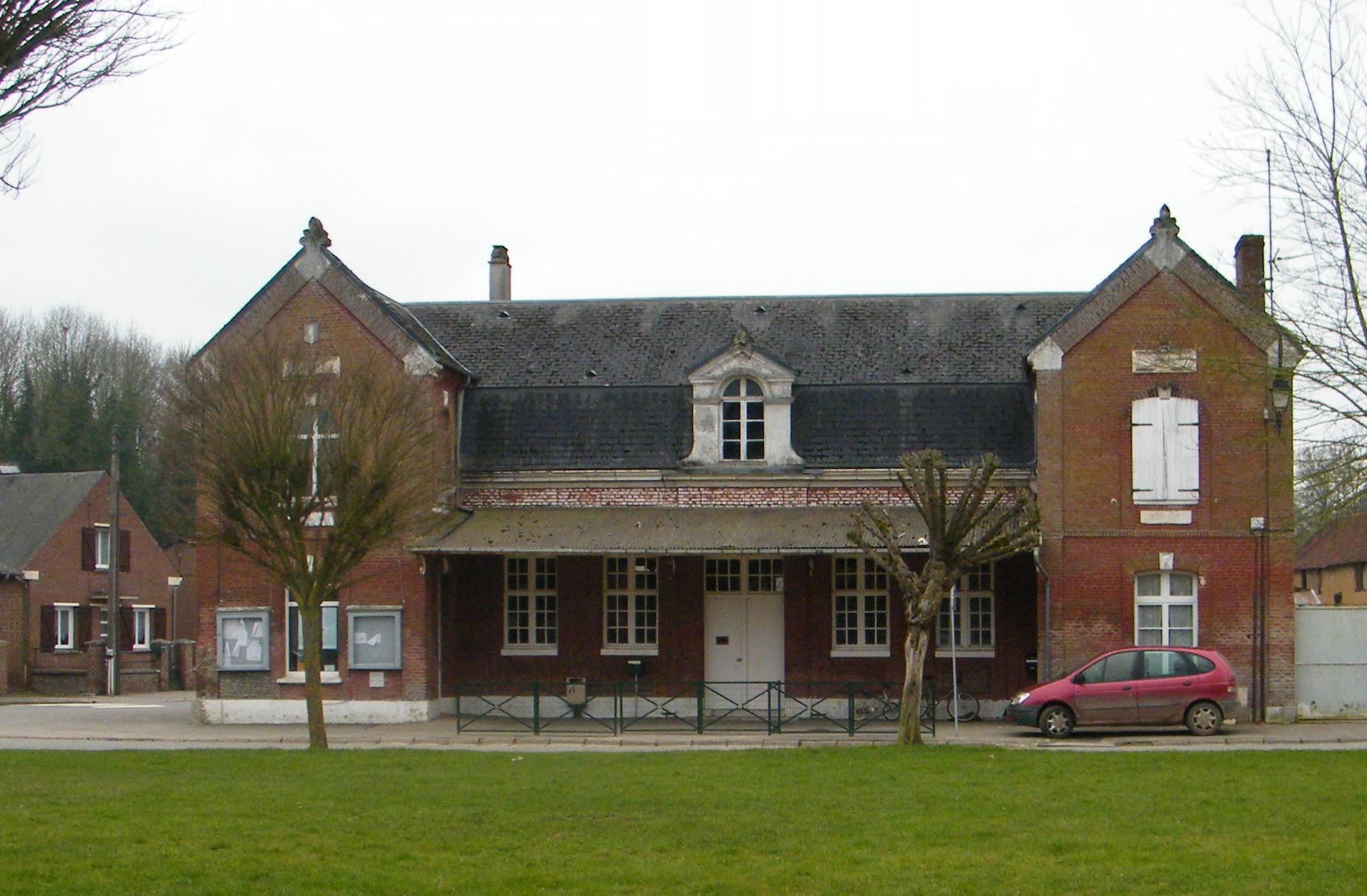
Mairie et ancienne école, sur la place communale.

### Rattachements administratifs et électoraux
La commune se trouvait jusqu'en 2009 dans l'arrondissement d'Amiens du département de la Somme. De 2009 à 2016, elle est intégrée à l'arrondissement d'Abbeville, avant de réintégrer le 1er janvier 2017 l'arrondissement d'Amiens. Pour l'élection des députés, elle fait partie depuis 2012 de la troisième circonscription de la Somme.
Elle faisait partie depuis 1793 du canton d'Oisemont. Dans le cadre du redécoupage cantonal de 2014 en France, la commune est intégrée au canton de Poix-de-Picardie.

### Intercommunalité
La commune était membre de la petite communauté de communes de la Région d'Oisemont (CCRO), créée au 1er janvier 1995.
Dans le cadre des dispositions de la loi portant nouvelle organisation territoriale de la République du 7 août 2015, qui prévoit que les établissements publics de coopération intercommunale (EPCI) à fiscalité propre doivent avoir un minimum de 15 000 habitants, la préfète de la Somme propose en octobre 2015 un projet de nouveau schéma départemental de coopération intercommunale (SDCI) qui prévoit la réduction de 28 à 16 du nombre des intercommunalités à fiscalité propre du département.
Ce projet prévoit la « fusion des communautés de communes du Sud-Ouest Amiénois, du Contynois et de la région d'Oisemont », le nouvel ensemble de 37 412 habitants regroupant 120 communes,. À la suite de l'avis favorable de la commission départementale de coopération intercommunale en janvier 2016, la préfecture sollicite l'avis formel des conseils municipaux et communautaires concernés en vue de la mise en œuvre de la fusion.
La communauté de communes Somme Sud-Ouest (CC2SO), dont est désormais membre la commune, est ainsi créée au 1er janvier 2017.

### Liste des maires
| Période                                  | Période                      | Identité             | Étiquette | Qualité |
| ---------------------------------------- | ---------------------------- | -------------------- | --------- | ------- |
| Les données manquantes sont à compléter. |                              |                      |           |         |
| avant 1988                               | ?                            | Lyonel Dassonville   |           |         |
| mars 2001                                | mars 2008                    | Renée Goffetre       |           |         |
| mars 2008                                | 2020                         | Jean-Philippe Bauden |           |         |
| 2020                                     | En cours (au 8 octobre 2020) | Marcel Malivoir      |           |         |

## Population et société

### Démographie
L'évolution du nombre d'habitants est connue à travers les recensements de la population effectués dans la commune depuis 1793. Pour les communes de moins de 10 000 habitants, une enquête de recensement portant sur toute la population est réalisée tous les cinq ans, les populations de référence des années intermédiaires étant quant à elles estimées par interpolation ou extrapolation. Pour la commune, le premier recensement exhaustif entrant dans le cadre du nouveau dispositif a été réalisé en 2006.

En 2022, la commune comptait 280 habitants, en évolution de +4,48 % par rapport à 2016 (Somme : −1,26 %, France hors Mayotte : +2,11 %).
| 1793 | 1800 | 1806 | 1821 | 1831 | 1836 | 1841 | 1846 | 1851 |
| ---- | ---- | ---- | ---- | ---- | ---- | ---- | ---- | ---- |
| 807  | 768  | 812  | 753  | 798  | 786  | 758  | 697  | 720  |

| 1856 | 1861 | 1866 | 1872 | 1876 | 1881 | 1886 | 1891 | 1896 |
| ---- | ---- | ---- | ---- | ---- | ---- | ---- | ---- | ---- |
| 722  | 684  | 638  | 599  | 574  | 554  | 525  | 502  | 483  |

| 1901 | 1906 | 1911 | 1921 | 1926 | 1931 | 1936 | 1946 | 1954 |
| ---- | ---- | ---- | ---- | ---- | ---- | ---- | ---- | ---- |
| 455  | 431  | 394  | 392  | 371  | 316  | 314  | 303  | 298  |

| 1962 | 1968 | 1975 | 1982 | 1990 | 1999 | 2006 | 2011 | 2016 |
| ---- | ---- | ---- | ---- | ---- | ---- | ---- | ---- | ---- |
| 350  | 293  | 294  | 242  | 205  | 226  | 246  | 259  | 268  |

| 2021 | 2022 | - | - | - | - | - | - | - |
| ---- | ---- | - | - | - | - | - | - | - |
| 276  | 280  | - | - | - | - | - | - | - |

### Enseignement
La commune a été associée avec Fresneville au sein d'un regroupement pédagogique intercommunal.
En matière d'enseignement primaire, les enfants du village relèvent depuis 2014 du regroupement pédagogique concentré organisé à l'école publique d'Oisemont destinée à accueillir 300 élèves. La compétence scolaire est mise en œuvre par la communauté de communes Somme Sud-Ouest,.

### Équipements communaux
La commune a racheté en 2011 les locaux d'un  ancien café et l'a rénové pour en faire une salle des fêtes de 450 m2, qui a été livrée en 2018.

## Culture locale et patrimoine

### Lieux et monuments

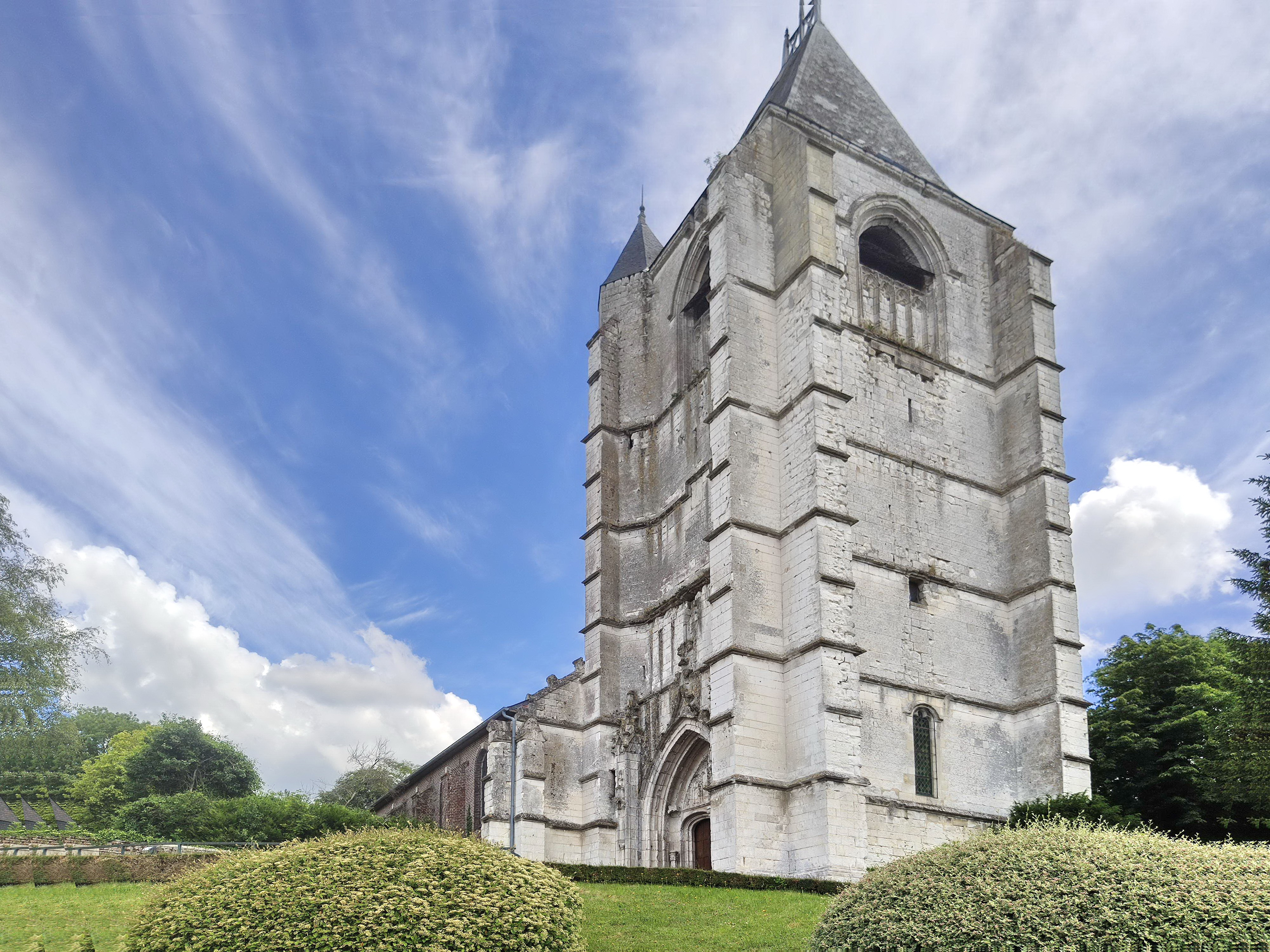
L'église Saint-Maulvis.

- Église Saint-Maulvis, Saint-Mesnelé ou Saint-Mendé[38],[39],[40],[41].

- Chapelles familiales funéraires, route d'Épaumesnil :
  - familles Calippe-Pruvost, en brique, datée de 1872 ;
  - famille Delamotte, de 1872.
- Chapelle de dévotion et funéraire, route de Fresnoy-Andainville, datée de 300 ans. Dédiée à Notre-Dame de la Bonne Mort, elle est bâtie en brique et torchis. Un chirurgien y a été inhumé en 1849[42].
- Bois de la Corroie, qui aurait été un lieu de sabbats au Moyen Âge et à la Renaissance[43].

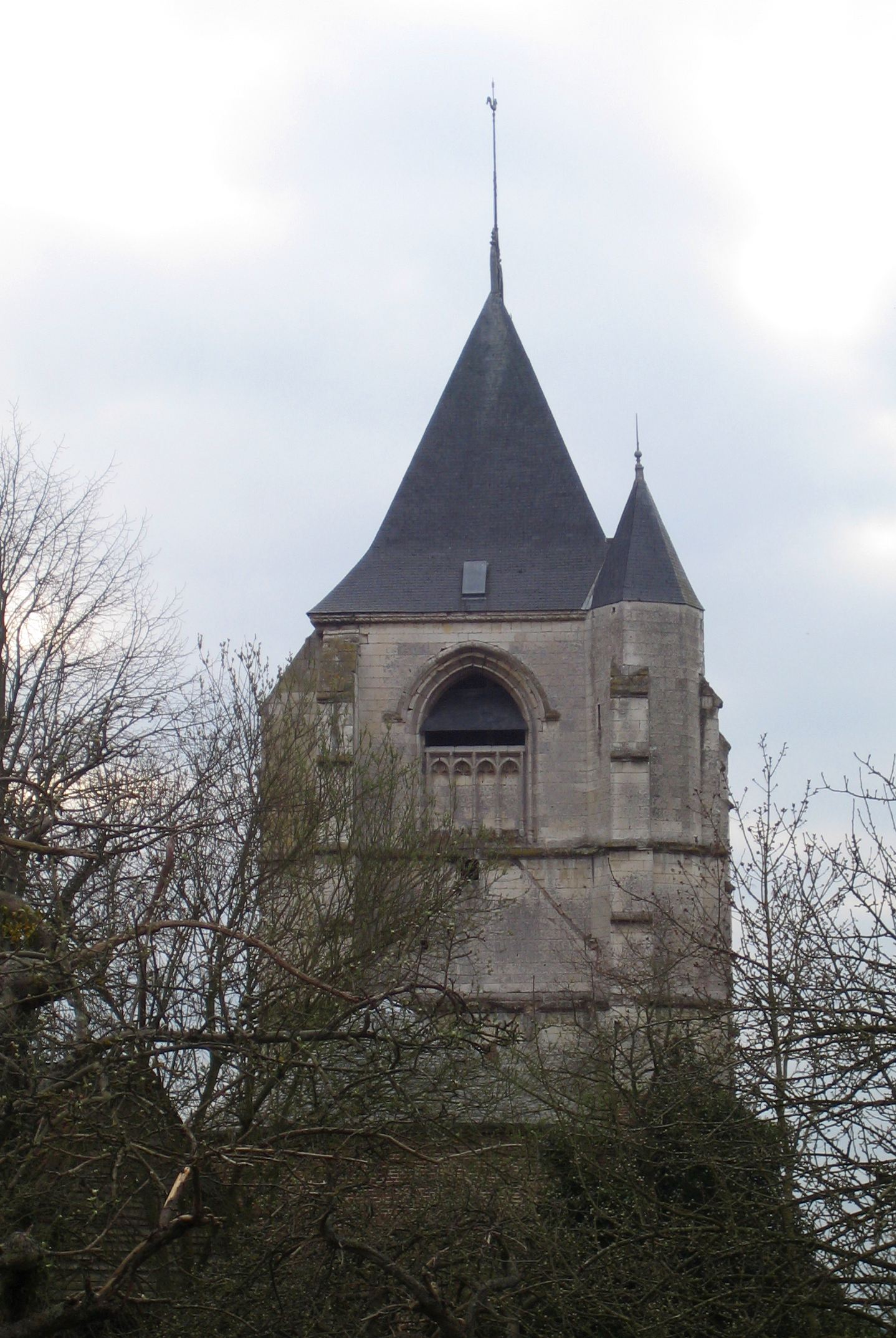
Clocher de l'église, vu depuis des jardins et vergers.
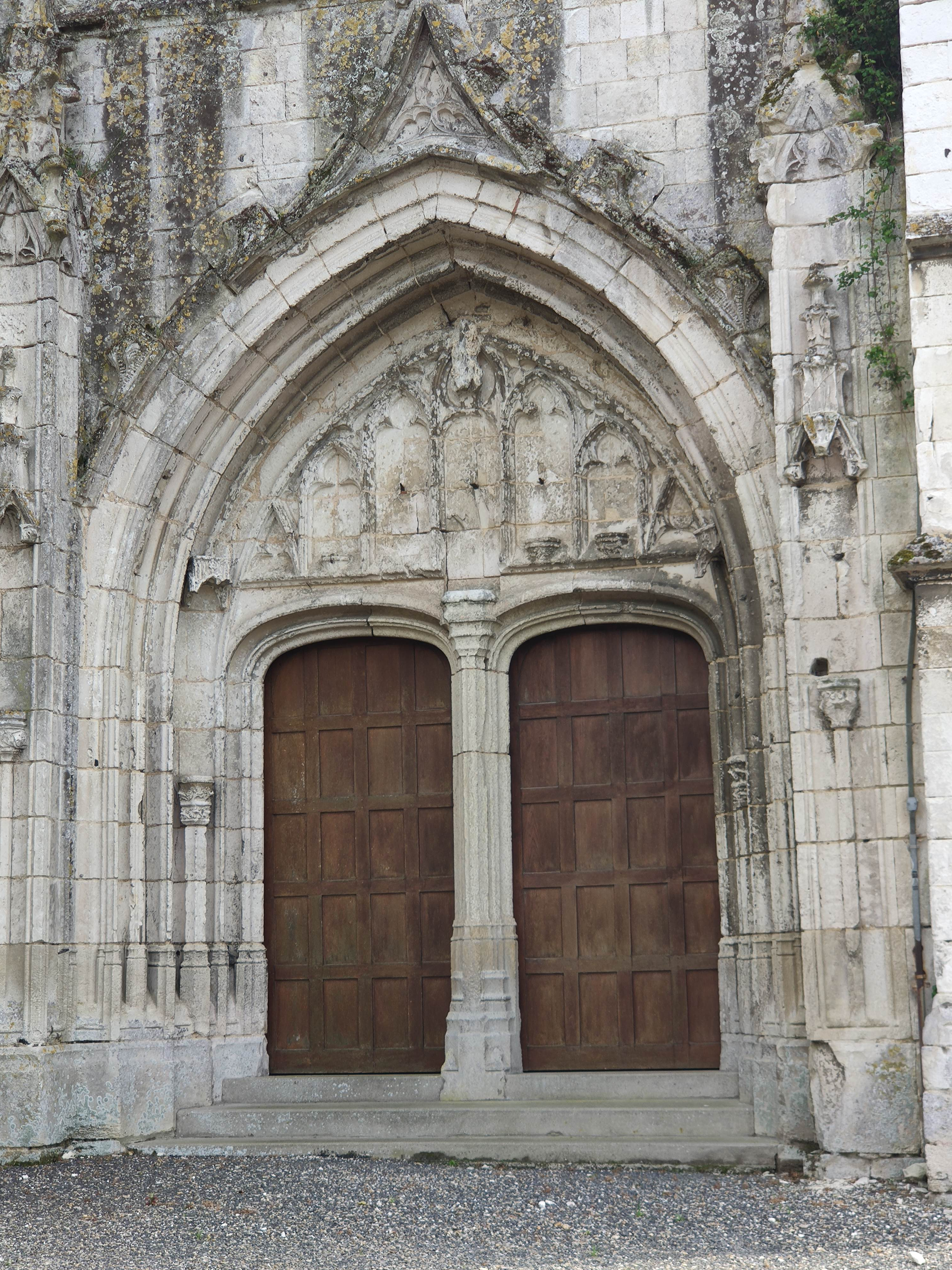
Portail de l'église.
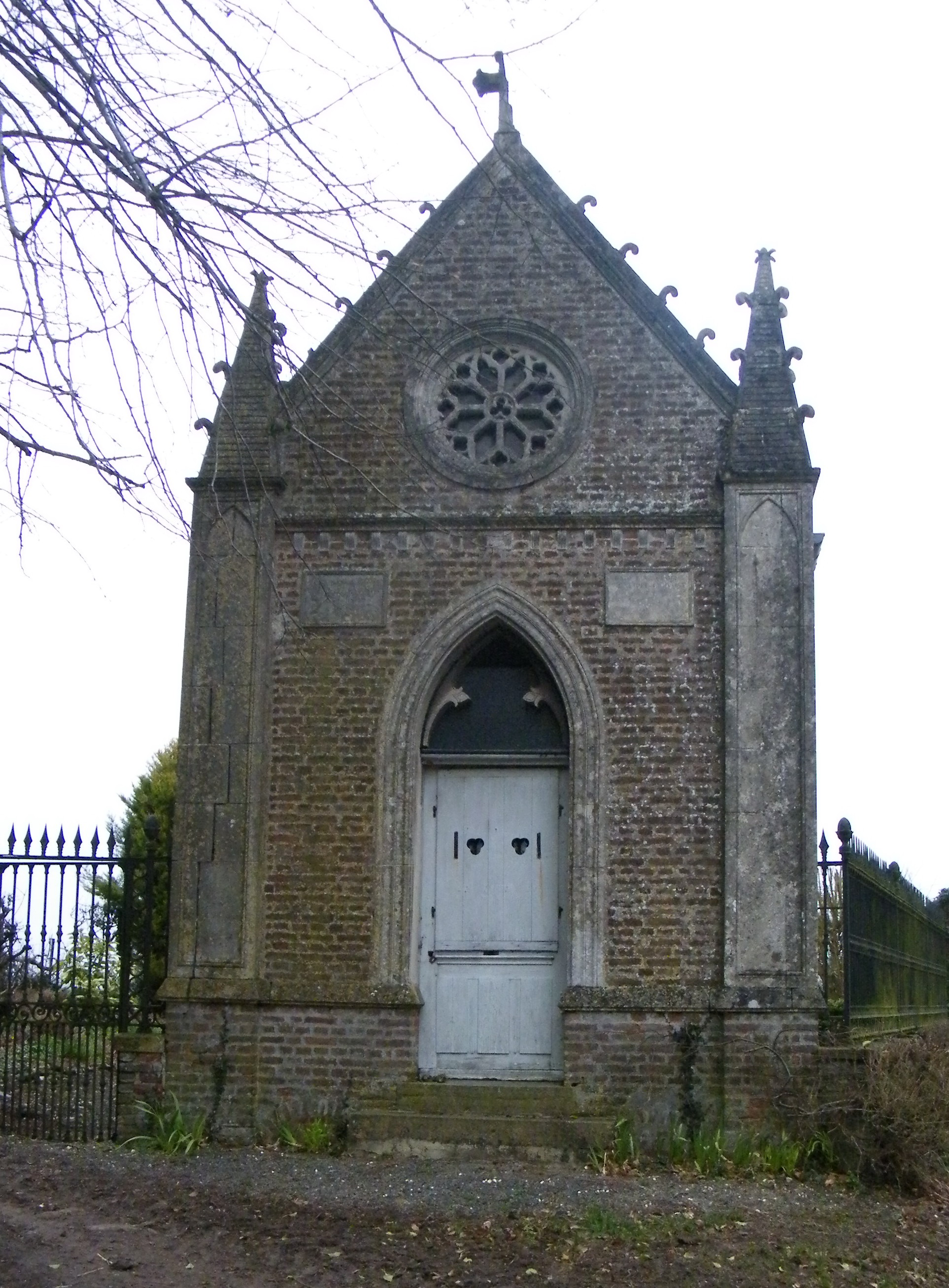
Chapelle, en montant vers Épaumesnil.
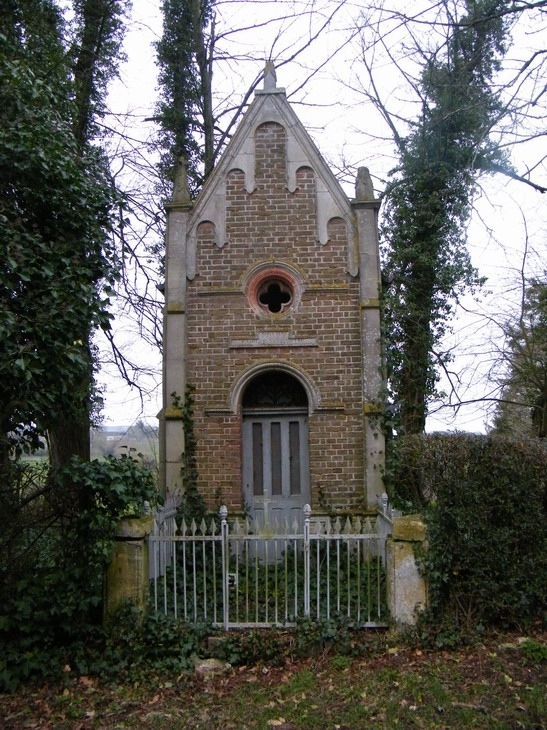
Chapelle, vers Épaumesnil.
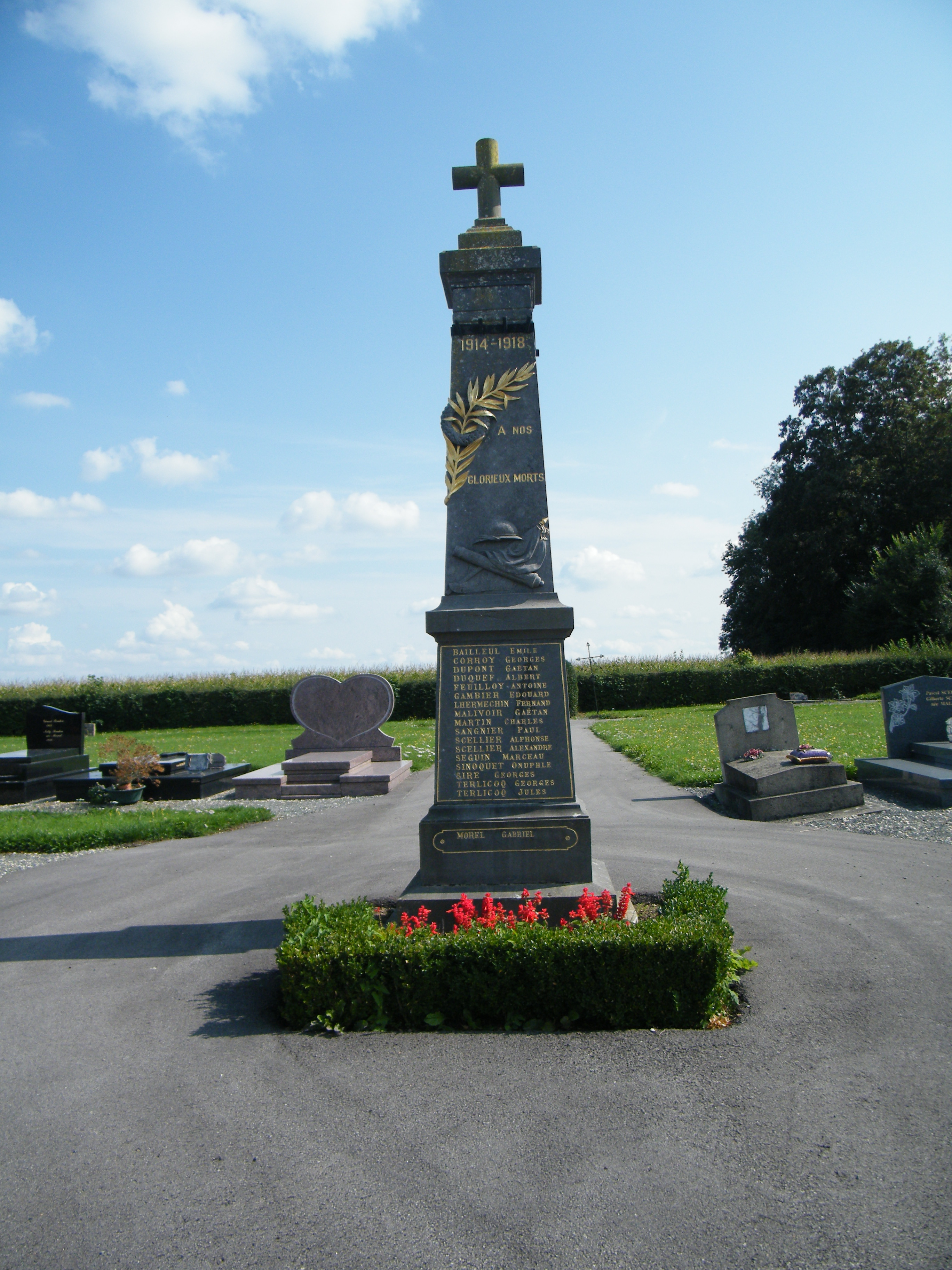
Monument aux morts, dans le cimetière.
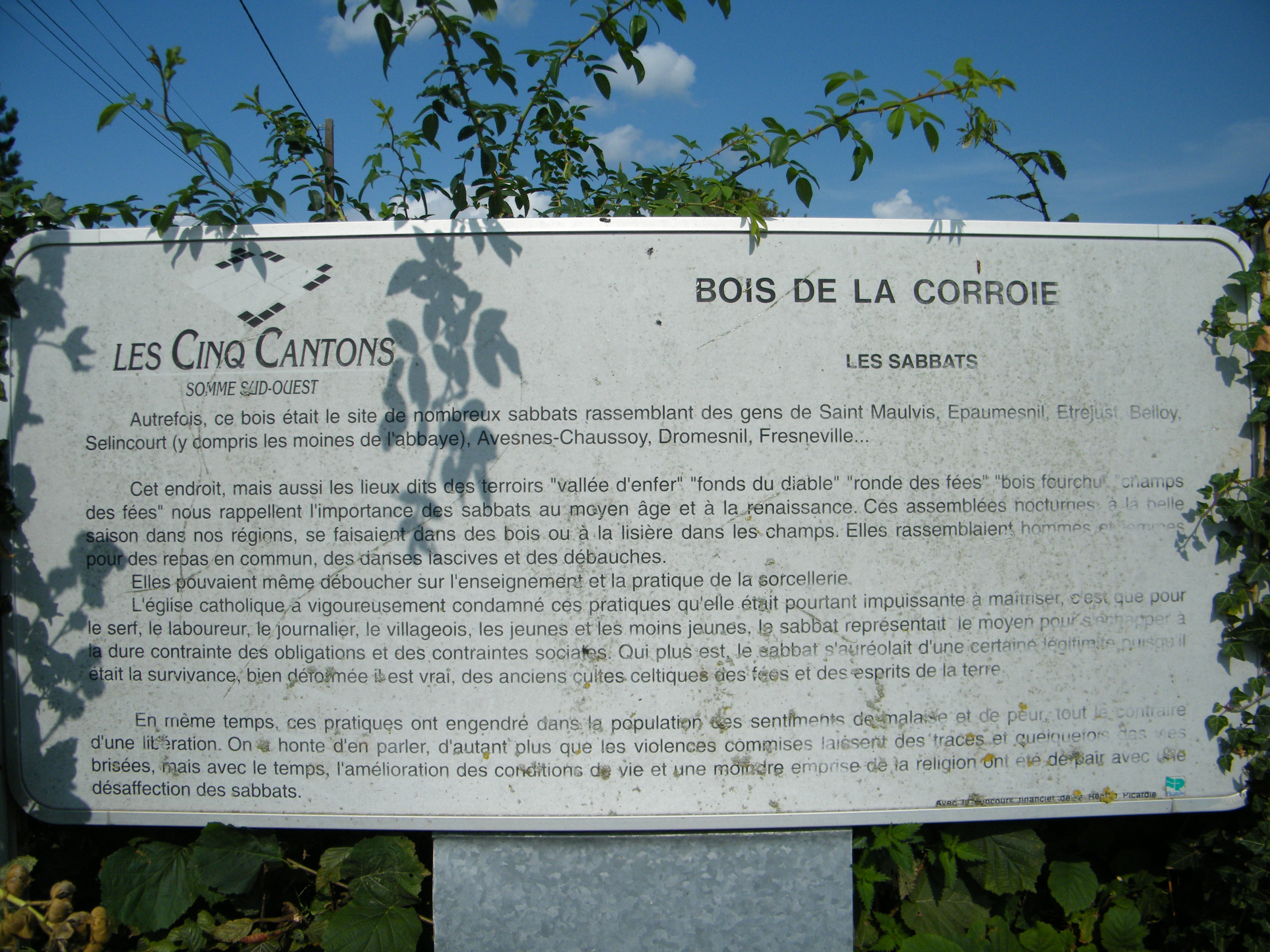
Bois de la Corroie, panneau d'informations.

### Personnalités liées à la commune

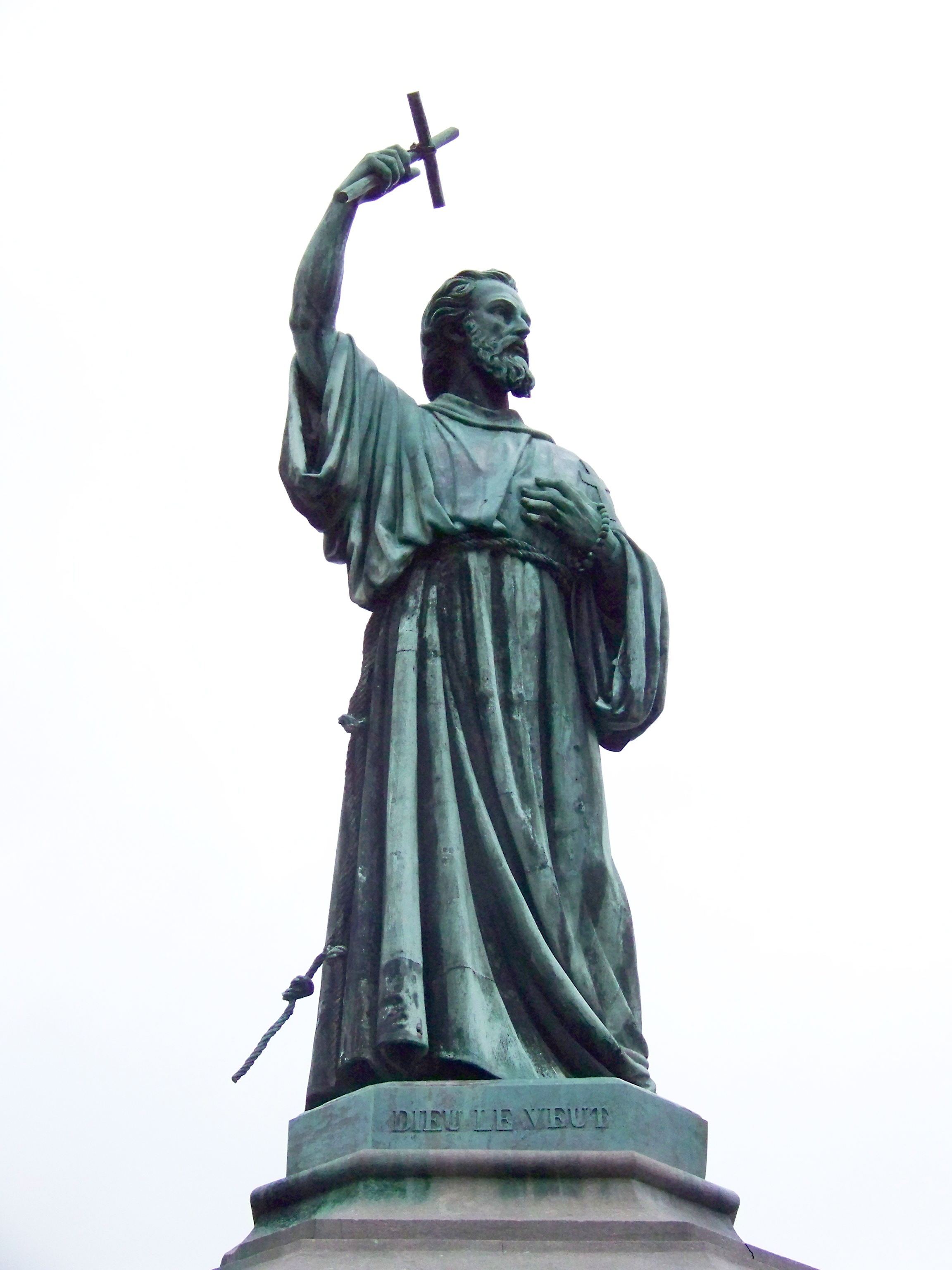
Le Pierre l'Ermite de Gédéon de Forceville à Amiens.

- Gédéon de Forceville, né en 1799 à Saint-Maulvis et décédé en 1886 à Amiens, sculpteur des statues de Pierre l'Ermite, Lhomond, Gresset... et du monument des illustrations picardes place du Maréchal-Joffre à Amiens.